# Dusty Henricksen
Dusty Henricksen (Redlands, 2 de febrero de 2003) es un deportista estadounidense que compite en snowboard, especialista en las pruebas de big air y slopestyle. Consiguió cinco medallas en los X Games de Invierno.

## Medallero internacional
| \| X Games de Invierno \| X Games de Invierno \| X Games de Invierno \| X Games de Invierno \| \| Año \| Lugar \| Medalla \| Prueba \| \| ------------------- \| ---------------------- \| ------------------- \| ------------------- \| \| 2021 \| Aspen (Estados Unidos) \| Medalla de oro \| Slopestyle \| \| 2021 \| Aspen (Estados Unidos) \| Medalla de oro \| Knuckle huck \| \| 2022 \| Aspen (Estados Unidos) \| Medalla de bronce \| Knuckle huck \| \| 2023 \| Aspen (Estados Unidos) \| Medalla de bronce \| Knuckle huck \| \| 2025 \| Aspen (Estados Unidos) \| Medalla de bronce \| Knuckle huck \| |                        |                   |              |
| X Games de Invierno |                        |                   |              |
| Año | Lugar                  | Medalla           | Prueba       |
| 2021 | Aspen (Estados Unidos) | Medalla de oro    | Slopestyle   |
| 2021 | Aspen (Estados Unidos) | Medalla de oro    | Knuckle huck |
| 2022 | Aspen (Estados Unidos) | Medalla de bronce | Knuckle huck |
| 2023 | Aspen (Estados Unidos) | Medalla de bronce | Knuckle huck |
| 2025 | Aspen (Estados Unidos) | Medalla de bronce | Knuckle huck |